# Бернарду II
Бернарду II Ними а Нканга (убит 20 августа 1615 года) — мвене (король) Конго (маниконго) в 1614—1615 годах, сын мвене Алвару I. Посажен на престол и свергнут могущественным герцогом Мбамбы Антониу да Силвой.

## Происхождение
Ними а Нканга (крещённый под именем Бернарду) был единокровным братом мвене Конго Алвару II и, соответственно, сыном мвене Алвару I. Его мать происходила из рода Нканга.

## Правление и убийство
Когда 9 августа 1614 года скончался маниконго Алвару II, реальная власть в столице Конго на три дня перешла к герцогу Мбамбы Антониу да Силве, главнокомандующему армией, который решил посадить на трон Ними а Нкангу, рассчитывая сделать его своей марионеткой. Новый мвене Бернарду II, однако, очень скоро попытался избавиться от опеки герцога Мбамбы и, заручившись поддержкой части конголезской знати, предпринял против него некие враждебные действия. Не прошло и года как противостояние между Антониу да Силвой и мвене перешло в открытый военный конфликт, в результате которого раненый Бернарду II вынужден был отречься от престола. Это лишение монарха власти провинциальным герцогом стало, вероятно, первым прецедентом в истории Конго. Антониу да Силва гарантировал Бернарду II жизнь и сохранение статуса, который тот имел до восшествия на трон. Бернарду не вполне доверял этим обещаниям и укрылся в церкви Святого Антония вместе с шестью или семью своими верными соратниками.
После того, как Бернарду II был лишён власти, Антониу да Силва посадил на конголезский престол Ними а Мпанзу, сына Алвару II, ставшего мвене Алвару III. Принеся присягу, новый мвене, желая избавиться от потенциального соперника в борьбе за власть, 20 августа 1615 года во главе вооружённого отряда ворвался в церковь Святого Антония и убил Бернарду II вместе с его соратниками, после чего отрубил им головы. Обезглавленные трупы вытащили на городскую площадь и привязали к позорным столбам. Тела оставались там почти три дня, пока некие набожные священники тайно не похоронили их, что было сочтено Алвару III и герцогом Мбамбы актом враждебности, а не милосердия. После этого по всей стране были убиты многие сторонники Бернарду II, хотя ранее им обещали безопасность и прощение. Епископ Конго Мануэл Баптиста Соареш связал эти убийства со священниками, организовавшими похороны Бернарду II и его спутников.
В письме от 25 октября 1617 года, адресованном папе Павлу V, Алвару III умолчал о своей причастности к убийству Бернарду II. По словам Алвару III, после смерти его отца ввиду юного возраста самого Алвару «с помощью нескольких грандов у власти в королевстве был поставлен Дом Бернарду, мой дядя… Но спустя менее чем год королевство, видя несправедливость, которую мне причинили, возмущённое некоторыми беспорядками, знаками умаления христианской религии, взялось за оружие против него, без моего ведома». В этом письме Алвару III подчёркивает своё «законное» происхождение, пытался внешне представить себя как человека, имеющего законные права на престол, в отличие от Бернарду II, который предположительно был бастардом Алвару I. Это должно было навести на мысль, что по европейским меркам свергнутый монарх не имел истинных прав на трон, хотя в Конго тех времён практически не было никакой разницы между бастардами и «законными» отпрысками.